# Sam Van Rossom
Sam Van Rossom (Gent, 3 juni 1986) is een Belgisch voormalig basketballer.

## Carrière
Van Rossom speelde in de jeugd bij Bobcat Gent, Gent United en Black Bears Gent. Zijn seniordebuut in de nationale reeksen maakte hij bij het toenmalige BBC De Pinte. (Het huidige BBC Donza). In 2005 maakte hij de overstap naar Telenet Oostende waarvoor hij drie seizoenen speelde. In 2006 werd de Gentenaar voor het eerst opgeroepen voor de nationale ploeg. In 2006 en 2007 werd hij tweemaal landskampioen met Oostende. In 2007 en 2008 werd van Rossom uitgeroepen tot speler van het jaar in de Belgische competitie. Tijdens het seizoen 2007/08 maakte hij gemiddeld 11,5 punten per wedstrijd.
In 2008 trok de point guard naar het Italiaanse Pesaro. Na twee jaar tekende hij bij het Spaanse Basket Zaragoza. Na drie seizoenen tekende van Rossom een driejarig contract bij Valencia BC, waarmee hij in 2017 Spaans landskampioen werd. In 2014 en 2019 won hij met die club de EuroCup. Na tien jaar bij Valencia keerde hij in de zomer van 2023 terug naar Oostende, waar hij op 4 juni 2024 zijn spelerscarrière op 38-jarige leeftijd met een Belgische titel beëindigde.
Van Rossom speelde 121 keer voor het Belgische nationale basketbalteam - de Belgian Lions - waarmee hij heeft vier opeenvolgende
Europese kampioenschappen speelde.

## Privéleven
Van Rossem heeft een relatie en kind met basketbalster Jana Raman.

## Erelijst
- Belgisch landskampioen: 2007, 2008, 2024
- Belgisch bekerwinnaar: 2008
- Spaans landskampioen: 2017
- BNXT League-kampioen: 2024
- Nummer 9 teruggetrokken door Valencia BC[5]